# Section Mutius-Scaevola
La section de Mutius-Scaevola était, sous la Révolution française, une section révolutionnaire parisienne.

## Représentants
Elle était représentée à la Commune de Paris par :
- Jean François Godart, né en 1758 ou 1759, entrepreneur de bâtiments demeurant 210 rue Guisarde puis 104 rue Saint-Antoine chez le marchand de vin.
- Jacques Lasnier, né en 1742 à Ozoir-la-Ferrière, homme d'affaires et receveur des rentes demeurant 286 rue du Four-Saint-Germain. Officier municipal et administrateur des Domaines, il est guillotiné le 11 thermidor an II (29 juillet 1794),
- Antoine Prosper Soulès, né à Avize (Marne) 16 avril 1764[3], avoué, demeurant rue du Petit-Bourbon (en 1793) et rue Taranne (en 1794). Membre de la Commune et siégeant au Conseil général après le 3 avril 1793, il est accusé d'intelligences et correspondances avec les ennemis de la République et est acquitté par le tribunal révolutionnaire le 5 décembre 1793.

## Historique
Cette section s’appela d’abord « section du Luxembourg ». Elle prit le nom de « Mutius-Scaevola » (Caius Mucius Scaevola fut un jeune héros de la Rome antique) en brumaire an II et reprit son nom primitif en prairial an III.

## Territoire
Saint-Sulpice, palais du Luxembourg, Montparnasse.

## Limites
La rue de Vaugirard, à gauche, depuis la rue des Francs-Bourgeois (actuelle rue Monsieur-le-Prince) jusqu’à la rue de Condé ; la rue de Condé, à gauche, jusqu’à la rue des Boucheries ; la rue des Boucheries, à gauche ; la rue du Four, à gauche, jusqu’à la Croix-Rouge; partie de la place de la Croix-Rouge, à gauche, jusqu’à la rue du Cherche-Midi ; la rue du Cherche-Midi, à gauche, jusqu’à la rue du Regard ; la rue du Regard, à gauche ; la rue de Vaugirard, à gauche, depuis la rue du Regard jusqu’à la barrière ; les nouveaux murs, depuis la barrière de Vaugirard jusque derrière l’Institut de l'Oratoire, de là allant aboutir au mur des Chartreux ; le mur des Chartreux, jusqu’à celui du bourg ; l’intérieur du Luxembourg.

## Intérieur
Les rues du Cœur volant, des Quatre-Vents, la Foire Saint-Germain ; les rues Princesse, Guisarde, des Canettes, de Tournon, Garancière, du Petit-Bourbon, des Aveugles, Palatine, du Canivet, des Fossoyeurs, Férou, du Vieux-Colombier, Pot-de-Fer, Cassette, Carpentier, de Mézière, Honoré-Chevalier, de Vaugirard, des deux côtés, depuis la rue de Condé jusqu’à la rue du Regard ; Notre-Dame-des-Champs ; et généralement tous les rues, culs-de-sac, places, etc., enclavés dans cette limite.

## Local
La section Mutius-Scaevola se réunissait dans l’église du couvent des Carmes-Déchaussés, 72 rue de Vaugirard, qui fut un des théâtres des massacres de Septembre 1792.

## Population
16 665 habitants, dont 1 060 ouvriers et 775 économiquement faibles. La section comprenait 2 100 citoyens actifs.

## 9 Thermidor an II
Lors de la chute de Robespierre le 9 thermidor an II (27 juillet 1794), la section resta fidèle à la Convention nationale. Un seul de ses représentants, qui prêta serment à la Commune de Paris, Jacques Lasnier, fut guillotiné le 11 thermidor an II (29 juillet 1794).

## Évolution
Après le regroupement par quatre des sections révolutionnaires par la loi du 19 vendémiaire an IV (11 octobre 1795) qui porte création de 12 arrondissements, la présente section est maintenue comme subdivision administrative, puis devient, par arrêté préfectoral du 10 mai 1811, le quartier du Luxembourg (11e arrondissement de Paris).